# Александер, Чарлз
Чарлз Александер (англ. Charles Paul Alexander; 25 сентября 1889 — 3 декабря 1981) — американский энтомолог, профессор и декан Массачусетского университета в Амхерсте, крупный специалист по двукрылым насекомым (Diptera). Президент Энтомологического общества Америки.
Он описал более 11 000 новых для науки таксонов (в основном это новые виды комаров из семейства Tipulidae), за что его называют крупнейшим в мире таксономистом.

## Биография
Родился в городе Гловерсвилл, штат Нью-Йорк, США.
В 1903 году уже в возрасте 13 лет он проявил свой первый интерес к биологии, когда была опубликована его первая работа с наблюдениями поведения птиц. Поступил в Корнеллский университет, где его наставниками в энтомологии были такие известные биологи как Джон Комсток, Джеймс Джордж Нидем, Alexander D. MacGillivray, Oskar A. Johannsen и другие. Там он получил степень бакалавра (1913) и докторскую степень (Ph.D., 1918). Свою профессиональную карьеру начал в 1917 году в качестве куратора коллекции Сноу (Snow Entomological Collection) при Канзасском университете.
10 ноября 1917 года женился на Мабель Миллер (Mabel Marguerite Miller из города Лоуренс, штат Канзас). В 1919—1922 гг работал куратором Illinois Natural History Survey. В 1922 году был принят доцентом (Assistant Professor) в Massachusetts Agricultural College at Amherst (ныне Массачусетский университет в Амхерсте), где оставался членом факультета и администратором до конца своей карьеры. В 1930—1938 профессор энтомологии, в 1938—1948 — руководитель кафедры энтомологии и зоологии Массачусетского университета, в 1945—1952 — декан School of Science Университета, в 1948—1959 — снова возглавил кафедру энтомологии, в 1959—1981 профессор энтомологии (Emeritus) Массачусетского университета в Амхерсте.
После отставки в 1959 Университет наградил его Почётной докторской степенью.

## Основные труды
Опубликовал более 1000 статей и книг общим объёмом более 20,000 страниц и 15,000 рисунками собственного изготовления.
- 1919. The crane-flies of New York. Part I. Distribution and taxonomy of the adult flies. Ithaca, The University, 1919. 767—993 p.
- 1929. Diptera of Patagonia and South Chile, Part I, Crane Flies, British Museum (Natural History).
- 1943. The Diptera or True Flies of Connecticut (Tipulidae). Connecticut State Geological and Natural History Survey, Bulletin 64
- 1965. A Catalog of Diptera of America North of Mexico (Tipulidae), USDA Agricultural Research Service
- 1967. The Crane Flies of California, Bulletin of the California Insect Survey. Berkeley, University of California Press, 269 p.
- 1970. Family Tipulidae. (with Mabel M. Alexander). Museu de Zoological, Univer. de Sao Paulo, Brazil. A Catalogue of the Diptera of the Americas South of the United States. 4, 1-259.

### Таксономист
Чарлза Александера называют одним из крупнейших таксономистов в истории мировой науки. Он описал более 11 000 новых для науки таксонов. Это были, главным образом, новые виды и роды комаров из семейств Limoniidae (8367 таксонов) и Tipulidae (2761 таксонов) и других групп из Tipuloidea. Однако, в 1971 году в небольшой статье по поводу описания им юбилейного 10-тысячного нового таксона привёл соответствующие сравнительные цифры, поставив себя лишь на 5-е место по числу описанных видов. Все его коллекции, включая 55 тыс. слайдов с препаратами, были переданы в Смитсоновский институт (Вашингтон).

## Награды и признание
- Член Калифорнийской Академии наук (1971)
- Президент Энтомологического общества Америки (President of the Entomological Society of America, ESA) с 1941 по 1943[2]
- Почётный член Энтомологического общества Америки (Honorary Member of ESA, 1969)[2]
- Лауреат премии Л. О. Ховарда за выдающиеся достижения в энтомологии (L. O. Howard Award for Distinguished Achievement in Entomology of the Eastern Branch of ESA, 1976)[2]
- Орден Бернардо О’Хиггинса (Bernardo O’Higgins Order of Merit of the government of Chile, 1952)[2]
- Honorary Doctor of Science of University of Massachusetts[2]
- Член Американской ассоциации содействия развитию науки (1926)
- Почётный член National Pest Control Organization (1941)
- Почётный член Королевского энтомологического общества Лондона[2]
- Почётный член Чилийского энтомологического общества (Sociedad Chilean de Entomologia)[2]